# Walter Wittmer
Walter Wittmer (1915 – Praag, 29 juni 1998) was een Zwitsers entomoloog.
Wittmer werd in 1915 geboren en was als entomoloog gespecialiseerd in kevers (Coleoptera). Hij beschreef vele kevertaxa voor het eerst. 
Zijn verzameling Coleoptera (Lycidae, Omethidae, Lampyridae, Cantharidae, Phengodidae, Dasytidae, Malachiidae, Karumiidae, Cleridae) en de op zijn reizen naar India, Mexico, Zuid-Afrika en Turkije verzamelde soorten schonk hij in 1983 aan het Naturhistorisches Museum Basel. 
- Nationale Bibliotheek van Tsjechië: pna2007370801
- Système universitaire de documentation: 06999904X
- Virtual International Authority File: 3351153596634251900001